# Комплекс бурозакладальний
Комплекс бурозакладальний (рос. комплекс бурозакладочный, англ. drilling and stowing system, нім. Bohrversatzkomplex m) — набір машин, механізмів та приладів, призначених для проведення гірничих виробок з залишенням породи в шахті.